# Copa Sul-Americana de 2008
A Copa Sul-Americana de 2008 foi a sétima edição do torneio de futebol realizado no segundo semestre de cada ano pela Confederação Sul-Americana de Futebol (CONMEBOL). Equipes das dez associações sul-americanas mais o México e Honduras participaram do torneio.
O sorteio das partidas da competição aconteceu em 10 de junho, em Ezeiza, Argentina.
O Internacional, do Brasil, sagrou-se campeão de forma invicta, ao derrotar o Estudiantes, da Argentina, na final com um placar global de 2–1, sendo o primeiro clube brasileiro campeão do torneio. Em 2009 enfrentou o campeão da Copa Libertadores 2008 na decisão da Recopa Sul-Americana, além de ter participado da decisão da Copa Suruga Bank, contra o campeão da Copa da Liga do Japão de 2008.
Desde esta edição foi implantado o sistema de prorrogação na final em caso de igualdade no placar agregado. Nas fases anteriores, a regra do gol marcado como visitante foi considerada. Persistindo o empate no placar agregado em ambos os casos, o jogo seria decidido nas disputas por pênaltis. Na final, as equipes empataram no placar agregado e o Internacional marcou o gol do título na prorrogação.

## Equipes classificadas
| País                                  | Equipe               | Classificação                                                        |
| ------------------------------------- | -------------------- | -------------------------------------------------------------------- |
| Argentina · (6 vagas + atual campeão) | Arsenal de Sarandí   | Campeão da Copa Sul-Americana de 2007                                |
| Argentina · (6 vagas + atual campeão) | Boca Juniors         | Convidado                                                            |
| Argentina · (6 vagas + atual campeão) | River Plate          | Convidado                                                            |
| Argentina · (6 vagas + atual campeão) | Estudiantes          | Melhor pontuação acumulada na temporada 2007–2008                    |
| Argentina · (6 vagas + atual campeão) | San Lorenzo          | 2ª melhor pontuação acumulada na temporada 2007–2008                 |
| Argentina · (6 vagas + atual campeão) | Argentinos Juniors   | 3ª melhor pontuação acumulada na temporada 2007–2008                 |
| Argentina · (6 vagas + atual campeão) | Independiente        | 4ª melhor pontuação acumulada na temporada 2007–2008                 |
| Bolívia · (2 vagas)                   | Bolívar              | Vice-campeão do Torneio Apertura de 2007                             |
| Bolívia · (2 vagas)                   | Blooming             | 3º colocado do Torneio Apertura de 2007                              |
| Brasil · (8 vagas)                    | São Paulo            | Campeão do Campeonato Brasileiro de 2007                             |
| Brasil · (8 vagas)                    | Grêmio               | 6ª colocação no Campeonato Brasileiro de 2007                        |
| Brasil · (8 vagas)                    | Palmeiras            | 7ª colocação no Campeonato Brasileiro de 2007                        |
| Brasil · (8 vagas)                    | Atlético Mineiro     | 8ª colocação no Campeonato Brasileiro de 2007                        |
| Brasil · (8 vagas)                    | Botafogo             | 9ª colocação no Campeonato Brasileiro de 2007                        |
| Brasil · (8 vagas)                    | Vasco da Gama        | 10ª colocação no Campeonato Brasileiro de 2007                       |
| Brasil · (8 vagas)                    | Internacional        | 11ª colocação no Campeonato Brasileiro de 2007                       |
| Brasil · (8 vagas)                    | Atlético Paranaense  | 12ª colocação no Campeonato Brasileiro de 2007                       |
| Chile · (2 vagas)                     | Ñublense             | 1º colocado na fase classificatória do Torneio Apertura 2008         |
| Chile · (2 vagas)                     | Universidad Católica | 2º colocado na fase classificatória do Torneio Apertura 2008         |
| Colômbia · (2 vagas)                  | Deportivo Cali       | 4º colocado na temporada 2007                                        |
| Colômbia · (2 vagas)                  | América de Cali      | 5º colocado na temporada 2007                                        |
| Equador · (2 vagas)                   | LDU Quito            | Melhor pontuação da segunda etapa do Campeonato Equatoriano 2007     |
| Equador · (2 vagas)                   | Deportivo Quito      | Melhor pontuação da primeira etapa do Campeonato Equatoriano 2008    |
| Paraguai · (2 vagas)                  | Libertad             | Campeão da temporada de 2007                                         |
| Paraguai · (2 vagas)                  | Olimpia              | 3º colocado na temporada de 2007                                     |
| Peru · (2 vagas)                      | Sport Áncash         | 3º colocado na temporada 2007                                        |
| Peru · (2 vagas)                      | Universitario        | 4º colocado na temporada 2007                                        |
| Uruguai · (2 vagas)                   | Defensor Sporting    | 2º colocado na Pré Sul-Americana 2007-2008                           |
| Uruguai · (2 vagas)                   | River Plate          | 4º colocado na Pré Sul-Americana 2007-2008                           |
| Venezuela · (2 vagas)                 | Aragua               | Campeão da Copa Venezuela 2007                                       |
| Venezuela · (2 vagas)                 | Unión Maracaibo      | 4ª melhor pontuação acumulada no Campeonato Venezuelano de 2007-2008 |
| Honduras · (1 vaga)                   | Motagua              | Convidado                                                            |
| México · (2 vagas)                    | Chivas Guadalajara   | Convidado                                                            |
| México · (2 vagas)                    | San Luis             | Convidado                                                            |

## Sorteio
O sorteio que determinou os cruzamentos da competição foi realizado em 10 de junho de 2008, em Buenos Aires.

## Primeira fase
| Chave | Equipe 1        | Total | Equipe 2             | Ida | Volta |
| ----- | --------------- | ----- | -------------------- | --- | ----- |
| A     | River Plate     | 2–4   | Universidad Católica | 2–0 | 0–4   |
| B     | Unión Maracaibo | 2–4   | América de Cali      | 0–0 | 2–4   |
| C     | Universitario   | 1–2   | Deportivo Quito      | 0–0 | 1–2   |
| D     | Olimpia         | 4–3   | Blooming             | 4–2 | 0–1   |

## Segunda fase
| Chave | Equipe 1             | Total       | Equipe 2           | Ida | Volta |
| ----- | -------------------- | ----------- | ------------------ | --- | ----- |
| O1    | Defensor Sporting    | 5–4         | Libertad           | 2–1 | 3–3   |
| O2    | LDU Quito            | 5–4         | Bolívar            | 4–2 | 1–2   |
| O3    | América de Cali      | 2–1         | Deportivo Cali     | 2–0 | 0–1   |
| O4    | Ñublense             | 1–4         | Sport Áncash       | 1–0 | 0–4   |
| O5    | Universidad Católica | 6–2         | Olimpia            | 4–0 | 2–2   |
| O6    | Aragua               | 2–3         | Chivas Guadalajara | 1–2 | 1–1   |
| O7    | San Luis             | 5–4         | Deportivo Quito    | 3–1 | 2–3   |
| O8    | Arsenal de Sarandí   | 6–1         | Motagua            | 4–0 | 2–1   |
| O9    | Independiente        | 3–3 (3–5 p) | Estudiantes        | 2–1 | 1–2   |
| O10   | Argentinos Juniors   | 2–0         | San Lorenzo        | 0–0 | 2–0   |
| O11   | Atlético Paranaense  | 0–0 (4–3 p) | São Paulo          | 0–0 | 0–0   |
| O12   | Internacional        | 3–3 (gf)    | Grêmio             | 1–1 | 2–2   |
| O13   | Vasco da Gama        | 3–4         | Palmeiras          | 3–1 | 0–3   |
| O14   | Botafogo             | 8–3         | Atlético Mineiro   | 3–1 | 5–2   |

## Fase final
|  | Oitavas de final              | Oitavas de final              | Oitavas de final              | Oitavas de final              |   |               | Quartas de final              | Quartas de final              | Quartas de final              | Quartas de final              |  |                    | Semifinais          | Semifinais          | Semifinais          | Semifinais          |             |   | Final                          | Final                          | Final                          | Final                          |
|  | 23 de setembro a 2 de outubro | 23 de setembro a 2 de outubro | 23 de setembro a 2 de outubro | 23 de setembro a 2 de outubro |   |               | 21 de outubro a 6 de novembro | 21 de outubro a 6 de novembro | 21 de outubro a 6 de novembro | 21 de outubro a 6 de novembro |  |                    | 12 a 20 de novembro | 12 a 20 de novembro | 12 a 20 de novembro | 12 a 20 de novembro |             |   | 26 de novembro e 3 de dezembro | 26 de novembro e 3 de dezembro | 26 de novembro e 3 de dezembro | 26 de novembro e 3 de dezembro |
|  |                               |                               |                               |                               |   |               |                               |                               |                               |                               |  |                    |                     |                     |                     |                     |             |   |                                |                                |                                |                                |
|  | Sport Áncash                  | 0                             | 0                             | 0                             |   |               |                               |                               |                               |                               |  |                    |                     |                     |                     |                     |             |   |                                |                                |                                |                                |
|  | Palmeiras                     | 0                             | 1                             | 1                             |   |               |                               |                               |                               |                               |  |                    |                     |                     |                     |                     |             |   |                                |                                |                                |                                |
|  | Palmeiras                     | 0                             | 1                             | 1                             |   | Palmeiras     | 0                             | 0                             | 0                             |                               |  |                    |                     |                     |                     |                     |             |   |                                |                                |                                |                                |
|  |                               |                               |                               |                               |   | Palmeiras     | 0                             | 0                             | 0                             |                               |  |                    |                     |                     |                     |                     |             |   |                                |                                |                                |                                |
|  |                               | Argentinos Juniors            | 1                             | 2                             | 3 |               |                               |                               |                               |                               |  |                    |                     |                     |                     |                     |             |   |                                |                                |                                |                                |
|  | San Luis                      | Argentinos Juniors            | 1                             | 2                             | 3 | 2             | 0                             | 2                             |                               |                               |  |                    |                     |                     |                     |                     |             |   |                                |                                |                                |                                |
|  | San Luis                      |                               |                               |                               |   | 2             | 0                             | 2                             |                               |                               |  |                    |                     |                     |                     |                     |             |   |                                |                                |                                |                                |
|  | Argentinos Juniors            | 1                             | 2                             | 3                             |   |               |                               |                               |                               |                               |  |                    |                     |                     |                     |                     |             |   |                                |                                |                                |                                |
|  | Argentinos Juniors            | 1                             | 2                             | 3                             |   |               |                               |                               |                               |                               |  | Argentinos Juniors | 1                   | 0                   | 1                   |                     |             |   |                                |                                |                                |                                |
|  |                               |                               |                               |                               |   |               |                               |                               |                               |                               |  | Argentinos Juniors | 1                   | 0                   | 1                   |                     |             |   |                                |                                |                                |                                |
|  |                               | Estudiantes                   | 1                             | 1                             | 2 |               |                               |                               |                               |                               |  |                    |                     |                     |                     |                     |             |   |                                |                                |                                |                                |
|  | Estudiantes                   | Estudiantes                   | 1                             | 1                             | 2 | 2             | 0                             | 2                             |                               |                               |  |                    |                     |                     |                     |                     |             |   |                                |                                |                                |                                |
|  | Estudiantes                   |                               |                               |                               |   | 2             | 0                             | 2                             |                               |                               |  |                    |                     |                     |                     |                     |             |   |                                |                                |                                |                                |
|  | Arsenal de Sarandí            | 1                             | 0                             | 1                             |   |               |                               |                               |                               |                               |  |                    |                     |                     |                     |                     |             |   |                                |                                |                                |                                |
|  | Arsenal de Sarandí            | 1                             | 0                             | 1                             |   | Estudiantes   | 2                             | 2                             | 4                             |                               |  |                    |                     |                     |                     |                     |             |   |                                |                                |                                |                                |
|  |                               |                               |                               |                               |   | Estudiantes   | 2                             | 2                             | 4                             |                               |  |                    |                     |                     |                     |                     |             |   |                                |                                |                                |                                |
|  |                               | Botafogo                      | 0                             | 2                             | 2 |               |                               |                               |                               |                               |  |                    |                     |                     |                     |                     |             |   |                                |                                |                                |                                |
|  | América de Cali               | Botafogo                      | 0                             | 2                             | 2 | 1             | 1                             | 2                             |                               |                               |  |                    |                     |                     |                     |                     |             |   |                                |                                |                                |                                |
|  | América de Cali               |                               |                               |                               |   | 1             | 1                             | 2                             |                               |                               |  |                    |                     |                     |                     |                     |             |   |                                |                                |                                |                                |
|  | Botafogo                      | 0                             | 3                             | 3                             |   |               |                               |                               |                               |                               |  |                    |                     |                     |                     |                     |             |   |                                |                                |                                |                                |
|  | Botafogo                      | 0                             | 3                             | 3                             |   |               |                               |                               |                               |                               |  |                    |                     |                     |                     |                     | Estudiantes | 0 | 1                              | 1                              |                                |                                |
|  |                               |                               |                               |                               |   |               |                               |                               |                               |                               |  |                    |                     |                     |                     |                     |             | 0 | 1                              | 1                              |                                |                                |
|  |                               | Internacional (pro)           | 1                             | 1                             | 2 |               |                               |                               |                               |                               |  |                    |                     |                     |                     |                     |             |   |                                |                                |                                |                                |
|  | Defensor Sporting             | Internacional (pro)           | 1                             | 1                             | 2 | 1             | 1                             | 2                             |                               |                               |  |                    |                     |                     |                     |                     |             |   |                                |                                |                                |                                |
|  | Defensor Sporting             |                               |                               |                               |   | 1             | 1                             | 2                             |                               |                               |  |                    |                     |                     |                     |                     |             |   |                                |                                |                                |                                |
|  | River Plate                   | 2                             | 2                             | 4                             |   |               |                               |                               |                               |                               |  |                    |                     |                     |                     |                     |             |   |                                |                                |                                |                                |
|  | River Plate                   | 2                             | 2                             | 4                             |   | River Plate   | 1                             | 2                             | 3                             |                               |  |                    |                     |                     |                     |                     |             |   |                                |                                |                                |                                |
|  |                               |                               |                               |                               |   | River Plate   | 1                             | 2                             | 3                             |                               |  |                    |                     |                     |                     |                     |             |   |                                |                                |                                |                                |
|  |                               | Chivas Guadalajara            | 2                             | 2                             | 4 |               |                               |                               |                               |                               |  |                    |                     |                     |                     |                     |             |   |                                |                                |                                |                                |
|  | Chivas Guadalajara            | Chivas Guadalajara            | 2                             | 2                             | 4 | 2             | 4                             | 6                             |                               |                               |  |                    |                     |                     |                     |                     |             |   |                                |                                |                                |                                |
|  | Chivas Guadalajara            |                               |                               |                               |   | 2             | 4                             | 6                             |                               |                               |  |                    |                     |                     |                     |                     |             |   |                                |                                |                                |                                |
|  | Atlético Paranaense           | 2                             | 3                             | 5                             |   |               |                               |                               |                               |                               |  |                    |                     |                     |                     |                     |             |   |                                |                                |                                |                                |
|  | Atlético Paranaense           | 2                             | 3                             | 5                             |   |               |                               |                               |                               |                               |  | Chivas Guadalajara | 0                   | 0                   | 0                   |                     |             |   |                                |                                |                                |                                |
|  |                               |                               |                               |                               |   |               |                               |                               |                               |                               |  | Chivas Guadalajara | 0                   | 0                   | 0                   |                     |             |   |                                |                                |                                |                                |
|  |                               | Internacional                 | 2                             | 4                             | 6 |               |                               |                               |                               |                               |  |                    |                     |                     |                     |                     |             |   |                                |                                |                                |                                |
|  | Universidad Católica          | Internacional                 | 2                             | 4                             | 6 | 1             | 0                             | 1                             |                               |                               |  |                    |                     |                     |                     |                     |             |   |                                |                                |                                |                                |
|  | Universidad Católica          |                               |                               |                               |   | 1             | 0                             | 1                             |                               |                               |  |                    |                     |                     |                     |                     |             |   |                                |                                |                                |                                |
|  | Internacional (gf)            | 1                             | 0                             | 1                             |   |               |                               |                               |                               |                               |  |                    |                     |                     |                     |                     |             |   |                                |                                |                                |                                |
|  | Internacional (gf)            | 1                             | 0                             | 1                             |   | Internacional | 2                             | 2                             | 4                             |                               |  |                    |                     |                     |                     |                     |             |   |                                |                                |                                |                                |
|  |                               |                               |                               |                               |   | Internacional | 2                             | 2                             | 4                             |                               |  |                    |                     |                     |                     |                     |             |   |                                |                                |                                |                                |
|  |                               | Boca Juniors                  | 0                             | 1                             | 1 |               |                               |                               |                               |                               |  |                    |                     |                     |                     |                     |             |   |                                |                                |                                |                                |
|  | Boca Juniors                  | Boca Juniors                  | 0                             | 1                             | 1 | 4             | 1                             | 5                             |                               |                               |  |                    |                     |                     |                     |                     |             |   |                                |                                |                                |                                |
|  | Boca Juniors                  |                               |                               |                               |   | 4             | 1                             | 5                             |                               |                               |  |                    |                     |                     |                     |                     |             |   |                                |                                |                                |                                |
|  | LDU Quito                     | 0                             | 1                             | 1                             |   |               |                               |                               |                               |                               |  |                    |                     |                     |                     |                     |             |   |                                |                                |                                |                                |

### Final
Jogo de ida
| 26 de novembro | Estudiantes | 0 – 1 | Internacional | Estádio Ciudad de La Plata, La Plata |
| 22:00 (UTC-3)  |             |       | Alex 34'      | Árbitro: PAR Carlos Amarilla         |

| Estudiantes | Internacional |

| GK               | 21 | Mariano Andújar         |     |     |
| DF               | 14 | Marcos Angeleri         | 45' |     |
| DF               | 6  | Agustín Alayes          | 69' |     |
| DF               | 2  | Leandro Desabato        | 32' |     |
| DF               | 13 | Juan Manuel Díaz        |     |     |
| MF               | 20 | Diego Alberto Galván    | 62' |     |
| MF               | 5  | Matías Sánchez          |     |     |
| MF               | 11 | Juan Sebastián Verón    |     |     |
| MF               | 23 | Leandro Benítez         |     |     |
| FW               | 7  | Juan Manuel Salgueiro   | 13' | 59' |
| FW               | 17 | Mauro Boselli           |     |     |
| Reservas:        |    |                         |     |     |
| GK               | 1  | Mariano Barbosa         |     |     |
| FW               | 10 | Gastón Fernández        | 59' |     |
| FW               | 9  | José Luis Calderón      | 69' |     |
| DF               | 3  | Christian Cellay        |     |     |
| MF               | 15 | Juan Huerta             |     |     |
| MF               | 16 | Iván Moreno y Fabianesi | 62' |     |
| MF               | 19 | Raúl Iberbia            |     |     |
| Treinador:       |    |                         |     |     |
| Leonardo Astrada |    |                         |     |     |

| GK         | 22 | Lauro               | 69' |     |
| DF         | 13 | Bolívar             |     |     |
| DF         | 3  | Índio               | 23' |     |
| DF         | 24 | Álvaro              |     |     |
| DF         | 6  | Marcão              |     |     |
| MF         | 8  | Edinho              |     |     |
| MF         | 11 | Magrão              | 46' |     |
| MF         | 5  | Pablo Guiñazú       | 24' |     |
| MF         | 15 | Andrés D'Alessandro | 89' |     |
| MF         | 10 | Alex                | 70' |     |
| FW         | 9  | Nilmar              | 91' | 92' |
| Reservas:  |    |                     |     |     |
| GK         | 12 | Clemer              |     |     |
| MF         | 4  | Sandro              | 89' |     |
| MF         | 7  | Daniel Carvalho     |     |     |
| DF         | 14 | Danny Morais        | 92' |     |
| DF         | 16 | Gustavo Nery        | 70' |     |
| MF         | 17 | Andrezinho          |     |     |
| FW         | 20 | Taison              |     |     |
| Treinador: |    |                     |     |     |
| Tite       |    |                     |     |     |

| Árbitros assistentes: Manuel Bernal Emigdio Ruiz Roa Quarta oficial: Carlos Galeano |

Jogo de volta
| 3 de dezembro | Internacional | 1 – 1 (pro) | Estudiantes | Estádio Beira-Rio, Porto Alegre |
| 22:00 (UTC-3) | Nilmar 113'   |             | Alayes 65'  | Árbitro: URU Jorge Larrionda    |

| Internacional | Estudiantes |

| GK         | 22 | Lauro               | 119' |      |
| DF         | 13 | Bolívar             | 65'  |      |
| DF         | 14 | Danny Morais        |      |      |
| DF         | 24 | Álvaro              |      |      |
| DF         | 6  | Marcão              |      |      |
| MF         | 8  | Edinho              |      |      |
| MF         | 11 | Magrão              | 22'  | 107' |
| MF         | 17 | Andrezinho          | 62'  |      |
| MF         | 15 | Andrés D'Alessandro |      |      |
| MF         | 10 | Alex                | 79'  |      |
| FW         | 9  | Nilmar              |      |      |
| Reservas:  |    |                     |      |      |
| GK         | 1  | Agenor              | 92'  |      |
| MF         | 4  | Sandro              | 107' |      |
| MF         | 7  | Daniel Carvalho     |      |      |
| DF         | 16 | Gustavo Nery        | 95'  | 62'  |
| MF         | 18 | Rosinei             |      |      |
| FW         | 20 | Taison              | 79'  |      |
| DF         | 21 | Ricardo Lopes       |      |      |
| Treinador: |    |                     |      |      |
| Tite       |    |                     |      |      |

| GK               | 21 | Mariano Andújar         |          |
| DF               | 14 | Marcos Angeleri         |          |
| DF               | 6  | Agustín Alayes          | 14'      |
| DF               | 2  | Leandro Desabato        |          |
| DF               | 3  | Christian Cellay        |          |
| MF               | 19 | Raúl Iberbia            | 63'      |
| MF               | 22 | Rodrigo Braña           | 54' 118' |
| MF               | 11 | Juan Sebastián Verón    | 97'      |
| MF               | 23 | Leandro Benítez         | 53'      |
| FW               | 10 | Gastón Fernández        | 70'      |
| FW               | 17 | Mauro Boselli           | 118'     |
| Reservas:        |    |                         |          |
| GK               | 1  | Mariano Barbosa         |          |
| FW               | 7  | Juan Manuel Salgueiro   |          |
| MF               | 8  | Enzo Pérez              | 63'      |
| FW               | 9  | José Luis Calderón      | 70'      |
| DF               | 13 | Juan Manuel Díaz        |          |
| MF               | 15 | Juan Huerta             |          |
| MF               | 16 | Iván Moreno y Fabianesi | 97'      |
| Treinador:       |    |                         |          |
| Leonardo Astrada |    |                         |          |

| Árbitros assistentes: Pablo Fadiño Wálter Rial Quarta oficial: Roberto Silvera |

## Premiação
| Copa Sul-Americana de 2008        |
| --------------------------------- |
| INTERNACIONAL Campeão (1º título) |

## Artilharia
| Gols | Jogador           | Time                 |
| ---- | ----------------- | -------------------- |
| 5    | Nilmar            | Internacional        |
| 5    | Alex              | Internacional        |
| 4    | Carlos Alberto    | Botafogo             |
| 4    | Mauro Boselli     | Estudiantes          |
| 4    | Nicolás Pavlovich | Argentinos Juniors   |
| 4    | Marco Lázaga      | Olimpia              |
| 3    | Lúcio Flávio      | Botafogo             |
| 3    | Omar Arellano     | Chivas Guadalajara   |
| 3    | Víctor Cortés     | América de Cáli      |
| 3    | Sergio Santana    | Chivas Guadalajara   |
| 3    | Julio Gutiérrez   | Universidad Católica |
| 3    | Juan Samudio      | Libertad             |
| 3    | Sebastián Abreu   | River Plate          |